# 万宝镇 (娄底市)
万宝镇，是中华人民共和国湖南省娄底市娄星区下辖的一个乡镇级行政单位。

## 行政区划
万宝镇下辖以下地区：
新坪村、株山村、万宝村、龙井村、旺兴村、芭蕉村、群益村、高冲村、青山村、浒石村、江溪村、石埠村、垭古村、磨石村、新柏村、清江村、福善村、大塘村、匡家村、新致村、东方红村、乔泉村、石林村和富冲村。